# نابجایی ضروری هندسی
نابجایی‌های ضروری هندسی، نابجایی‌هایی هستند که برای خمش پلاستیک در یک ماده کریستالی مورد نیاز هستند. آنها زمانی که تغییر شکل پلاستیک یک ماده با شیب کرنش پلاستیک داخلی همراه باشد، به وجود می‌آیند. آنها بر خلاف نابجایی‌های ذخیره شده احتمالی، با احتمال مثبت و منفی برابر، که هنگام جریان پلاستیک از فرآیندهای تکثیر نابجایی همچون منبع فرانک-رید به وجود می‌آیند.

## نابجایی در مواد بلوری

### نابجایی ذخیره شده احتمالی
در اثر پیشرفت کرنش چگالی نابجایی افزایش می‌یابد اما تحرک نابجایی‌ها کاهش می‌یابد. نابجایی‌ها توسط راه‌های مختلفی انباشته می‌شوند. بسیاری از نابجایی‌ها در اثر تکثیر نابجایی به وجود می‌آیند که به صورت تصادفی به هم می‌رسند. به این نابجایی‌ها، نابجایی احتمالی با چگالی ρs گویند. آنها نابجایی‌هایی ناشی از فرایند به دام انداختن تصادفی هنگام تغییر شکل پلاستیک هستند.

### نابجایی‌های ضروری هندسی
علاوه بر نابجایی‌های احتمالی، نابجایی‌های ضروری هندسی در اثر گرادیان کرنشی ناشی از محدودیت‌های هندسی در شبکه بلور انباشته می‌شود. در این حالت، تغییر شکل پلاستیک با گرادیان کرنش پلاستیک درونی همراه است. تئوری نابجایی‌های ضروری هندسی توسط “Nye” در سال ۱۹۵۳ ارائه شده بود. از آنجایی که نابجایی‌های ضروری هندسی همراه با نابجایی احتمالی رخ می‌دهند، چگالی کل جمع دو چگالی نابجایی است. (ρs+ρgکه ρgچگالی نابجایی‌های ضروری هندسی است)

## مفهوم

### بلور منفرد
از خمش پلاستیک بلور منفرد می‌توان برای نشان دادن مفهوم نابجایی‌های ضروری هندسی استفاده کرد که صفحه‌های لغزش و جهت بلور، موازی جهت خمش است. بلور ایده‌آل (بدون تغییر شکل) به طول l و ضخامت t داریم. هنگامی که میله بلوری به انحنا r خم شده است، گرادیان کرنشی به وجود می‌آید که کرنش کششی در نیمه بالایی میله رخ می‌دهد و طول سطح بالایی را از l به l+dl افزایش می‌دهد. dl در اینجا عددی مثبت است و اندازه آن tΘ/۲ است. به‌طور مشابه، طول سطح درونی بلور به دلیل کرنش فشاری ناشی از خمش از l به l-dl کاهش یافته است. پس گرادیان کرنش، تفاوت کرنش بین سطح بیرونی و درونی بلور تقسیم بر فاصله گرادیان است.
{\displaystyle strain\ gradient=2{\frac {dl/l}{t}}=2{\frac {t\theta /2l}{t}}={\frac {\theta }{l}}} . از آنجا که {\displaystyle l=r\theta } ، {\displaystyle strain\ gradient={\frac {1}{r}}} .

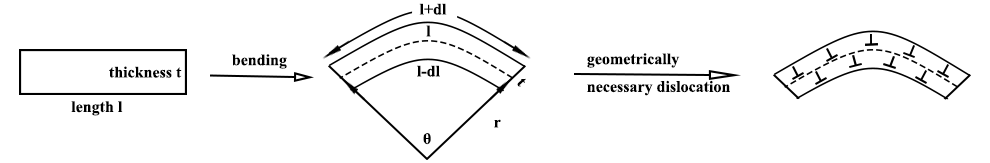
شکل برای توضیح تشکیل نابجایی‌های هندسی ضروری در یک بلور

بردار برگر در نابجایی

طول سطح تقسیم بر فاصله بین اتمی برابر تعداد صفحات بلور روی این سطح است. فاصله بین اتمی b برابر با اندازه بردار برگرز b است. پس تعداد صفحات بلور روی سطح بیرونی برابر (l+dl)/b و روی صفحه درونی برابر (l-dl)/b است. پس، مفهوم نابجایی‌های ضروری هندسی معرفی می‌کند که همان نابجایی لبه ای‌های هم جهت، تفاوت تعداد صفحه‌های اتمی بین دو سطح را جبران می‌کند. چگالی نابجایی‌های ضروری هندسی ρg برابر با تفاوت طول تقسیم بر مساحت سطح بلور.
{\displaystyle \rho _{g}={\frac {(l+dl)/b-(l-dl)/b}{lt}}=2{\frac {dl}{ltb}}={\frac {1}{rb}}={\frac {strain\ gradient}{b}}} .
به‌طور دقیق تر، جهت صفحه لغزش با توجه به خمش هنگام محاسبه چگالی نابجایی‌های ضروری هندسی باید مورد توجه قرار گیرد. در حالت خاص که بردار عمود بر صفحه لغزش موازی محور خمش است و جهت لغزش عمود بر این محور است، هنگام خمش نابجایی لغزشی عادی به جای نابجایی‌های ضروری هندسی رخ دهد.
{\displaystyle \rho _{g}=\alpha {\frac {strain\ gradient}{b}}} .

### ماده پلی کریستالی
بین ریزدانه‌های مجاور ماده پلی کریستالی، نابجایی‌های ضروری هندسی می‌توانند با تطبیق دادن گرادیان کرنش هر بلور، سازگاری نابجایی را تأمین کنند. از نظر تجربی، می‌توان فهمید که چنین ناحیه‌های نابجایی به دلیل عدم وجود خلأ و ناحیه هم پوشانی کریستالیت‌های موجود در ماده پلی کریستالی وجود دارند. در چنین سیستمی، چگالی نابجایی‌های ضروری هندسی را می‌توان با در نظر گرفتن میانگین اندازه دانه تخمین زد. هم پوشانی بین دو دانه مجاور متانسب با ε ̅d است که ε ̅ میانگین کرنش و d قطر دانه است. نابجایی dl متناسب با ε ̅ ضرب در طول گیج است که به عنوان d در پلی کریستال است. این تقسیم بر بردار برگر،b، تعداد نابجایی‌ها را می‌دهد، و اگر تقسیم بر مساحت({\displaystyle \cong d^{2}}) شود، چگالی را می‌دهد.
{\displaystyle \rho _{g}\cong {\frac {\overline {\varepsilon }}{bd}}}
با روابط هندسی فرمول را می‌توان به فرم زیر اصلاح کرد.
{\displaystyle \rho _{g}={\frac {\overline {\varepsilon }}{4bd}}}

## تانسور Nye
Nye تانسور نای را برای محاسبه چگالی نابجایی‌های ضروری هندسی ارئه کرد.
برای نابجایی سه بعدی در یک بلور، با در نظر گرفتن ناحیه ای که در آن اثر نابجایی میانگین گرفته شده است (بلور به اندازه کافی بزرگ است). این نابجایی را می‌توان با بردار برگر بدست آورد. اگر حلقه برگر در سطح یکه عمود بر بردار یکه {\displaystyle l_{j}} دارای بردار برگر {\displaystyle B_{i}} است که ثابت {\displaystyle \alpha _{ij}} تانسور نای وابسته به بردار یکه {\displaystyle l_{j}} و بردار برگر {\displaystyle B_{i}} است.
{\displaystyle B_{i}=\alpha _{ij}l_{j}} ({\displaystyle i,j=1,2,3})
تانسورمرتبه دوم نشان دهنده حالت نابجایی ناحیهٔ خاص است.
در نظر بگیرید {\displaystyle B_{i}=b_{i}(nr_{j}l_{j})}، که r بردار یکه موازی نابجایی است و b بردار برگر است، n تعداد نابجایی‌های عبور مساحت یکه عمود بر بردار r است. پس،{\displaystyle \alpha _{ij}=nb_{i}r_{j}} است. {\displaystyle \alpha _{ij}} کل، جمع تمام {\displaystyle nb_{i}r_{j}} است. فرض کنید که تانسور مرتبه دوم {\displaystyle k_{ij}} برای توصیف انحنای شبکه است و {\displaystyle d\phi _{i}=k_{ij}dx_{j}}که {\displaystyle d\phi _{i}} دوران کوچک شبکه حول سه محور است و {\displaystyle dx_{j}} بردار نابجایی است. می‌توان اثبات کرد که {\displaystyle k_{ij}=\alpha _{ji}-{\tfrac {1}{2}}\delta _{ij}\alpha _{kk}}  و {\displaystyle \delta _{ij}=1} برای i=j برابر یک و برای i≠j برابر صفر است.
از معادله تعادل نتیجه می‌گیریم که {\displaystyle {\frac {\partial \alpha _{ij}}{\partial x_{j}}}=0}. از آنجایی که {\displaystyle k_{ij}={\frac {\partial \phi {i}}{\partial x_{j}}}}، نتیجه می‌گیریم {\displaystyle {\frac {\partial k_{ij}}{\partial x_{k}}}={\partial ^{2} \over \partial x_{j}\partial x_{k}}\phi _{i}={\frac {\partial k_{ik}}{\partial x_{j}}}}.
با جایگذاری α به جای k، خواهیم داشت{\displaystyle {\frac {\partial \alpha _{ji}}{\partial x_{k}}}-{\frac {\partial \alpha _{ki}}{\partial x_{j}}}={\frac {1}{2}}(\delta _{ij}{\frac {\partial \alpha _{ll}}{\partial x_{k}}}-\delta _{ik}{\frac {\partial \alpha _{ll}}{\partial x_{j}}})}.
به دلیل عدم وجود جواب در معادله برای j=k و عدم تقارن برای j و k، فقط نه معادله مستقل از بیست و هفت معادله ممکن جایگشت i,j و k باقی می‌ماند. تانسور نای αij را می‌توان از این نه معادله به دست آورد.
از این رو پتانسیل نابجایی را می‌توان به صورت {\displaystyle W={\tfrac {1}{2}}\alpha _{ij}k_{ij}} نوشت که {\displaystyle {\frac {\partial W}{\partial k_{ij}}}={\frac {1}{2}}\alpha _{ij}+{\frac {1}{2}}{\frac {\partial \alpha _{kl}}{\partial k_{ij}}}k_{kl}={\frac {1}{2}}\alpha _{ij}+{\frac {1}{2}}k_{ji}-{\frac {1}{2}}\delta _{ij}k_{kk}=\alpha _{ij}}است.

## اندازه‌گیری
آزمون کشش تک محوری به صورت گسترده اجرا شده تا رابطه تنش-کرنش و خواص مکانیکی نمونه‌ها به دست آید. اما جای نقص مرتبط به عدم یکپارچگی تغییر شکل پلاستیک در نابجایی‌های ضروری هندسی است و تست ماکروسکوپی عادی به تنهایی برای به دست آوردن تأثیر چنین نقوصی کافی نیست. علاوه بر این، نابجایی‌های ضروری هندسی در مقیاس میکرونی اند، در حالی که تست خمش معمولی در مقیاس میلیمتری است که توانایی تشخیص دادن این نقوص را ندارد.
تنها بعد از اختراع روش‌های فضایی و زاویه ای برای اندازه‌گیری اعوجاج شبکه با پراش الکترونی پس افکنده توسط آدامز و همکاران در سال ۱۹۹۷، آزمایش‌های تجربی نابجایی‌های ضروری هندسی ممکن شد. برای مثال سان و همکاران در سال ۲۰۰۰ بر روی الگوی انحنای شبکه در نزدیکی سطح مشترک بایکریستال آلومینیئم تغییر شکل یافته با استفاده از میکروسکوپ تصویربرداری جهت‌گیری مبتنی بر پراش تحقیق کردند. پس مشاهده نابجایی‌های ضروری هندسی با استفاده از داده‌های انحنا کشف شد.
اما به دلیل محدودیت‌های آزمایش تجربی، اندازه‌گیری چگالی نابجایی‌های ضروری هندسی برای حالت کلی تغییر شکل سخت بود تا زمانی که روش حد پایین‌تری توسط کیسار و همکاران در سال ۲۰۱۰ معرفی شد. آنها روی فرورفتگی گوه ای با زاویه ۹۰ درجه در یک بلور نیکل مطالعه کردند (بعدا دالبرگ و همکاران روی زاویه‌های ۶۰ و ۱۲۰ درجه مطالعه کردند). با مقایسه کردن جهت شبکه بلور در حالت بعد از تغییر شکل با نمونه همگن تغییر شکل نیافته، آنها توانستند چرخش درون صفحه شبکه را به دست آورند و آن را از چرخش برون صفحه شبکه مرتبه ای بزرگ‌تر یافتند؛ بنابراین فرض کرنش صفحه را نشان می‌دهد.
تانسور چگالی نابجایی نای به دلیل تغییر شکل دو بعدی تنها دو عضو غیر صفر دارد و آن‌ها را می‌توان با اندازه‌گیری چرخش شبکه به دست آورد. از آنجایی که رابطه خطی بین دو مولفه تانسور نای و چگالی نابجایی‌های ضروری هندسی معمولاً نامعین است، چگالی نابجایی‌های ضروری هندسی به این رابطه کوتاه می‌شود. این راه حل حد پایین نشان دهنده حداقل چگالی نابجایی ضروری هندسی در بلور تغییر شکل یافته مطابق با اندازه هندسه شبکه است.

## کاربرد
به دلیل اینکه ρg علاوه بر چگالی نابجایی احتمالی ρs، افزایش چگالی نابجایی به دلیل سازگاری با پلی کریستال‌ها باعث اثر اندازه دانه هنگام افزایش کرنش سختی می‌شود. این به معنی آن است که پلی کریستال‌هایی با اندازه دانه ریزتر زودتر تمایل به سخت شدن دارند.
نابجایی‌های ضروری هندسی می‌توانند باعث استحکام بخشی شوند، که دو نوع مکانیزم برای حالت‌های متفاوت دارد. اولین مکانیزم سخت شدن ایزوتروپیک ماکروسکوپیک را از طریق برهمکنش نابجایی موضعی فراهم می‌کند، مثلاً jog formation که نابجایی‌های ضروری هندسی موجود توسط یک نابجایی متحرک بریده می‌شود. دومین مکانیزم سخت شدن سینماتیکی از طریق انباشته شدن تنش‌های برگشتی دوربرد است.
نابجایی ضروری هندسی می‌تواند انرژی خود را با چیدن نابجایی‌ها روی هم کاهش دهند (به فرمول هلو-کوهلر برای تنش‌های نابجایی-نابجایی مراجعه کنید) و باعث تشکیل مرز دانه کم زاویه شوند. این حرکت معمولاً نیازمند صعود نابجایی به صفحه‌های لغزش متفاوت است، پس فرایند بازپخت در دما بالا معمولا ضروری است. نتیجه یک قوس است که از خم شدن پیوسته به خمیدگی گسسته با پیچ خوردگی در مرز دانه کم زاویه تبدیل می‌شود.